# Gregorio Misarti
Gregorio Misarti (Scigliano, 1º ottobre 1805 – Scigliano, 24 marzo 1876) è stato un drammaturgo e giornalista italiano.

## Biografia
Si laureò all'Università di Napoli dapprima in farmacia e poi in giurisprudenza. Fu pertanto dapprima farmacista e poi si dedicò con successo alla professione forense. È noto tuttavia soprattutto per la sua attività di drammaturgo: scrisse infatti delle tragedie, alcune delle quali, per es. Frandarte (1832) e Zambri (1845), furono a lungo rappresentate in teatro. Fu anche autore anche autore di volumi di divulgazione storica (Ricerche sugli uomini illustri delle Calabrie da Pitagora fino a noi, Cenno storico e archeologico d'un viaggio da Scigliano a Cosenza).
Fu direttore del Pitagora, un periodico fondato da Pier Paolo Gimigliano nel 1845.

## Scritti
- Gregorio Misarti, Biografia di Gregorio Lamanna,  scritta da Gregorio Misarti da Scigliano. Napoli: Stamperia del Regno delle due Sicilie, 1854
- Gregorio Misarti, Memoria per la reintegrazione della sede vescovile di Martirano in Calabria. Napoli: Tip. Trani, 1849
- Gregorio Misarti, Il Frandarte: tragedia di Gregorio Misarti. Cosenza: 1832
- Gregorio Misarti, Zambri: tragedia di Gregorio Misarti. Napoli: dalla Tipografia dell'Omnibus, 1845
- Gregorio Misarti da Scigliano, Biografia di Gregorio Lamanna, scritta da Gregorio Misarti da Scigliano. Napoli: Stamperia del Regno delle Due Sicilie, 1854
- Gregorio Misarti, Cenno storico archeologico su le impressioni che offre il cammino da Scigliano a Cosenza, scritto dal professore Gregorio Misarti. Napoli: dalla tip. Trani, 1849